# Mensa gymnázium

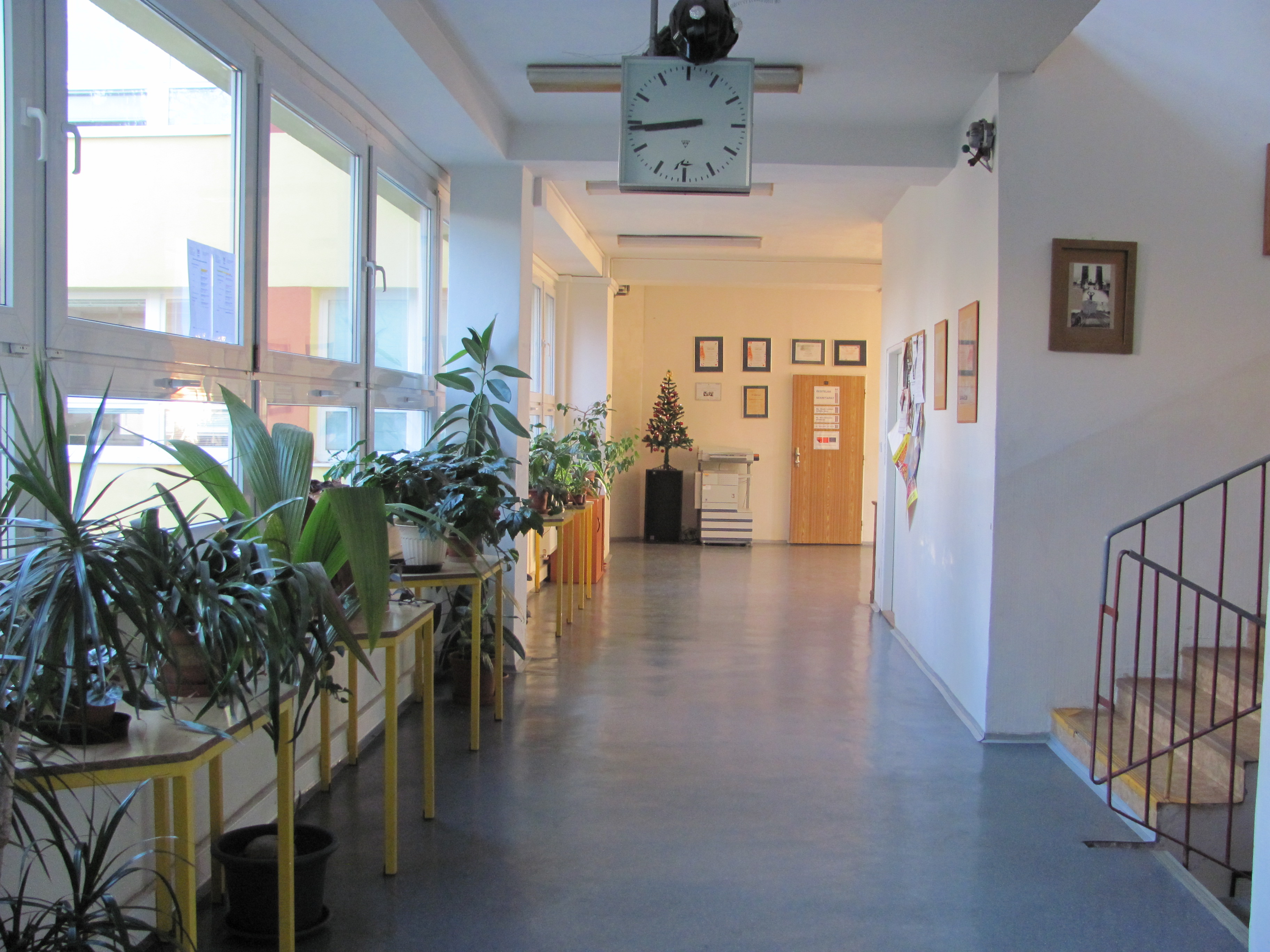
Interiér školy – chodba v 1. patře

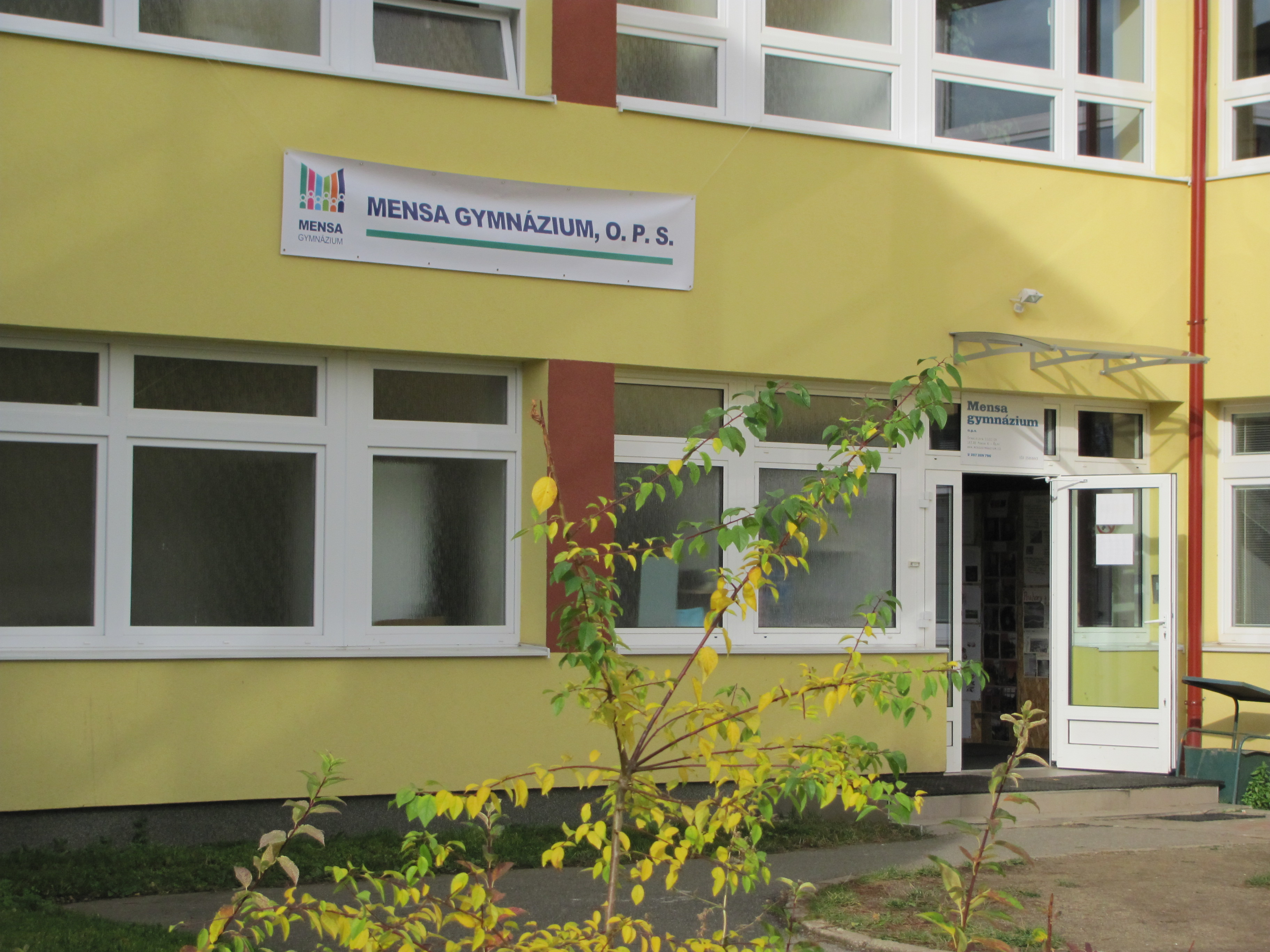
Vstupní dveře gymnázia

Mensa gymnázium, o.p.s. (MG) je pražské soukromé osmileté gymnázium, jehož zřizovatelem je sdružení Mensa České republiky a které do roku 2010 neslo název Osmileté gymnázium Buďánka, o.p.s. (OGB). Posláním školy je poskytovat vzdělání intelektově nadprůměrným dětem s přihlédnutím k jejich zvláštnostem a specifickým vzdělávacím potřebám. Podmínkou přijetí je úspěšné absolvování vstupního testu do Mensy ČR, tedy inteligenční kvocient (IQ) 130 či více. Podle svých webových stránek se výhradně nadaným studentům věnuje jako jediné gymnázium v ČR. Nabízí osmileté všeobecně zaměřené studium s možností širokého výběru volitelných předmětů.
Gymnázium sídlí v Praze 6 – Řepích, v městské části Praha 17, v jižní části školního areálu v ulici Španielově 1111/19; přímý přístup ke škole je z Bendovy ulice. Škola má kapacitu 198 studentů. V žebříčku státních maturit ve školním roce 2010/2011 se škola celorepublikově umístila na 18.–19. místě.

## Charakteristika studia
Mensa gymnázium je soukromou školou poskytující úplné všeobecné středoškolské vzdělání gymnaziálního typu mimořádně nadaným studentům.
Gymnázium je určeno dětem, které vzhledem ke svým nadprůměrným intelektovým schopnostem potřebují nadstandardní péči, spočívající v individuálním přístupu pedagogickém i psychologickém. Škola nabízí specifický přístup i pro studenty, jejichž nadání doprovázejí specifické poruchy učení, ADHD, Aspergerův syndrom apod.
Studentům je již od primy umožněna profilace pomocí kroužků a seminárních prací. Od sekundy si vybírají volitelné předměty
Výuka některých předmětů probíhá ve věkově smíšených skupinách podle úrovně a zájmu, některé obory jsou vyučovány na katedrách vysokých škol. Také je kladen důraz na jazykovou průpravu, zejména v angličtině. Cílem školy je rozvoj logického myšlení, tvořivosti a samostatnosti.
Základní podmínkou přijetí na gymnázium je úspěšné absolvování vstupního testu do organizace Mensa České republiky, tedy mít inteligenční kvocient 130 a více. Součástí přijímacího řízení jsou od školního roku 2017/2018 i povinné jednotné přijímací zkoušky pro osmiletá gymnázia. Doba studia je osmiletá, ale individuálně lze přijmout žáky i do vyšších ročníků.
Podle předsedy Mensy ČR Tomáše Blumensteina (v roce 2010) žádná jiná střední škola v Česku není přímo specializovaná na nadané děti a vlastní gymnázium nemá žádná jiná národní Mensa ve světě.

## Mimoškolní aktivity
Mensa gymnázium nabízí kromě standardní výuky i různé nehodnocené kroužky a zájmové činnosti: chemický kroužek, genealogický (rodopisný) kroužek, debatní klub, školní časopis, výtvarný kroužek, deskové hry, šachový kroužek, kroužek bridže ad.
Studenti mají také možnost navštěvovat jakýkoliv předmět (tedy i ten, jejž nemají zapsaný jako hodnocený) jako kroužek.
V rámci školy funguje Studentská rada, jejíž schůzí se účastní dva zástupci z každé třídy. Ti jsou navrhováni žáky své třídy a následně dva z nich vybráni (nejčastěji většinovým hlasováním). Studentská rada má za úkol zprostředkovávat komunikaci mezi vedením školy a studentstvem, její předseda a místopředseda jsou voleni na začátku každého školního roku.

## Historie a souvislosti

### Vznik školy
Gymnázium vzniklo v roce 1993 z podnětu skupiny rodičů, většinou členů sdružení Mensa České republiky, kteří chtěli zajistit vzdělání dětem, které se díky svým schopnostem vymykají běžnému standardu, a proto potřebují zvláštní péči a specifický přístup.
Spoluautorkami Projektu soukromého osmiletého „Mensa gymnázia“ z 10. ledna 1992 byly Kateřina Havlíčková
a psycholožka Eva Vondráková.
Školu uváděl do provozu její tehdejší ředitel PhDr. Tomáš Houška, revolučně smýšlející pedagog,
který prosazoval diferencovaný přístup ke studentům a jejich větší svobodu a výrazný podíl na organizaci školy i její obsahové náplni.
První studenti nastoupili v září 1993. Zřizovatelkou školy byla Kateřina Havlíčková, která ji v roce 1996 převedla na občanské sdružení Mensa České republiky, s nímž škola od počátku úzce spolupracovala. Jak škola rostla, vystřídala během své dosavadní existence postupně pět míst.

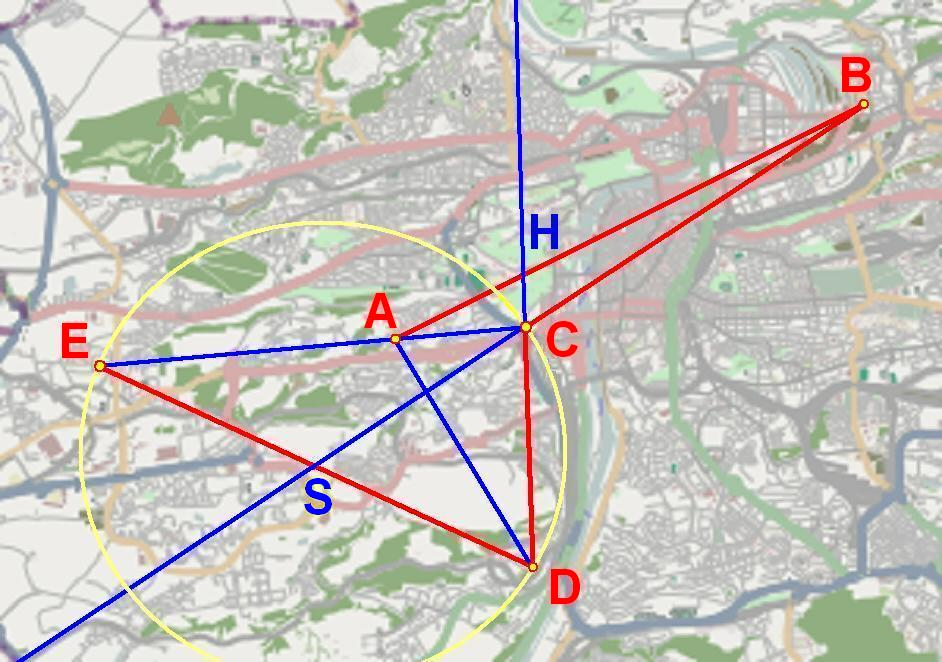
Sídla školy A → B → C → D → E a Štefánikova hvězdárna H na mapě Prahy (otištěno roku 2013 ve sborníku školy, s. 44)

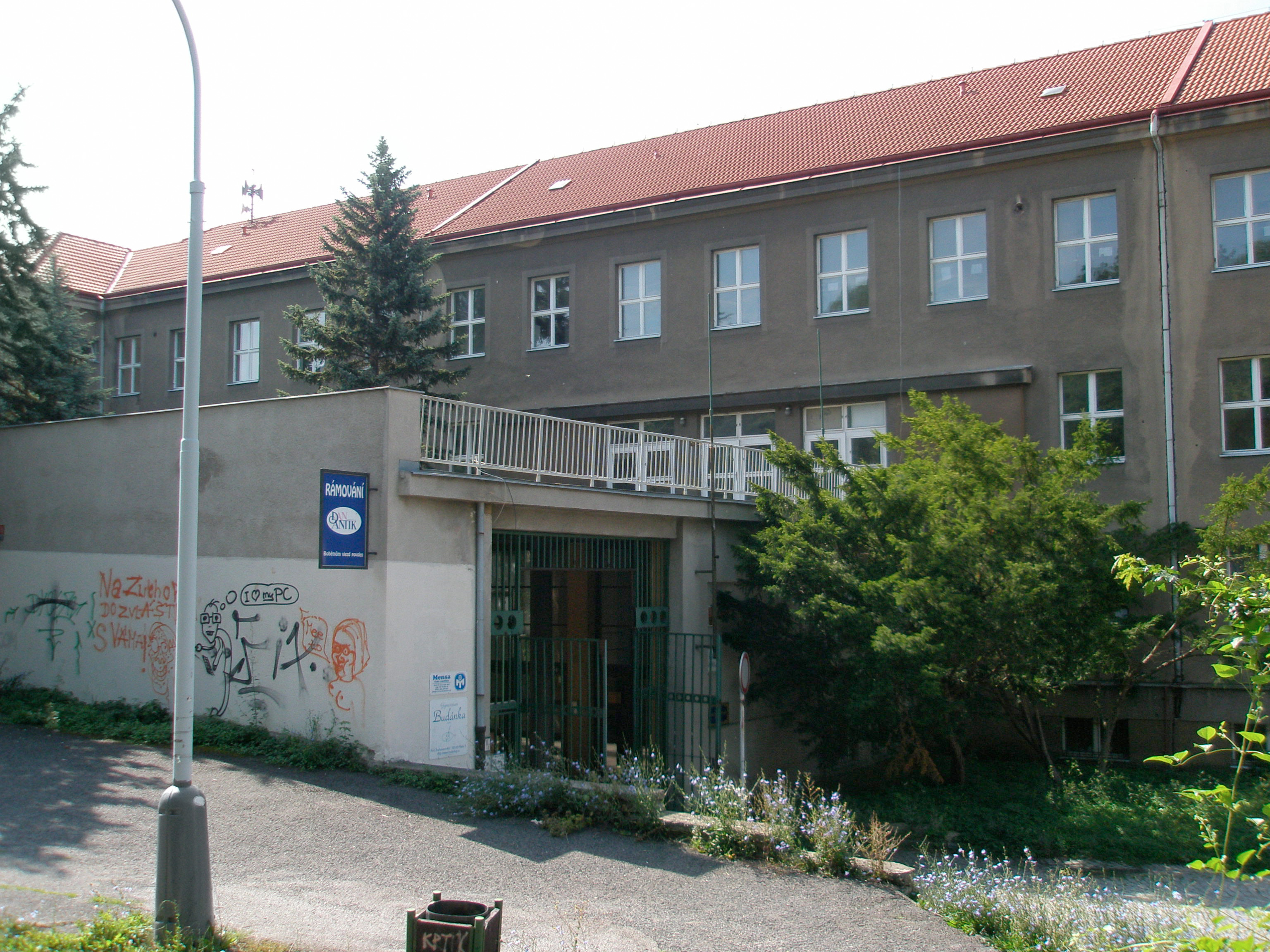
Bývalé sídlo Osmiletého gymnázia Buďánka v Praze-Hlubočepích, Pod Žvahovem (2005–2010)

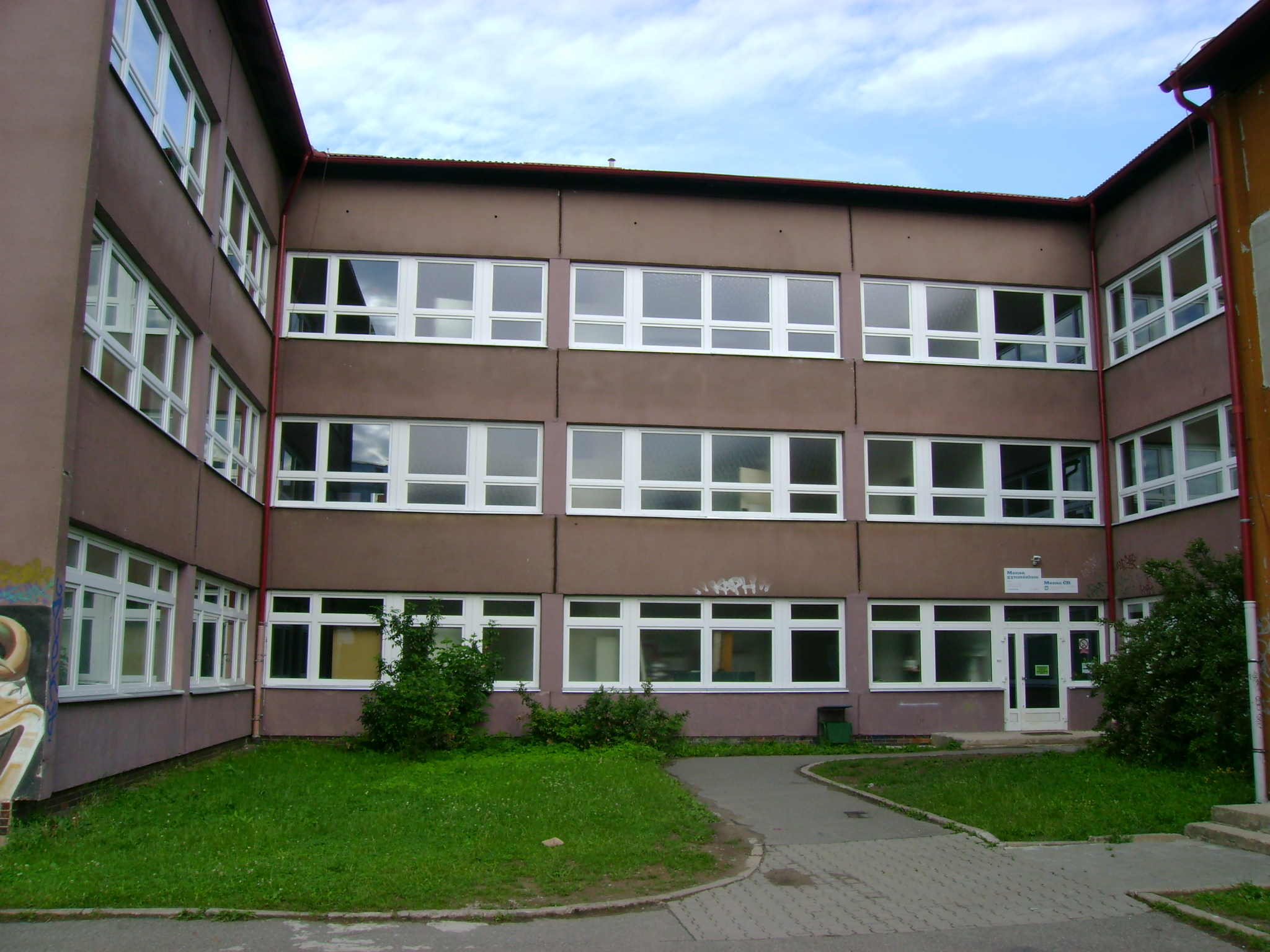
Původní fasáda současného sídla školy v Praze-Řepích před zateplením (červen 2011)

### Sídla a názvy školy
A. Zpočátku škola sídlila v budově tehdejšího Domu dětí a mládeže Buďánka (na adrese Nad Buďánkami II 1841/17, Praha 5 – Smíchov, na křižovatce s ulicí Nad Zámečnicí) v blízkosti bývalé dělnické kolonie Buďánka, dle které tak škola získala svůj původní název Osmileté gymnázium Buďánka. V této budově bylo gymnázium jen jeden rok.
B. Od roku 1994 škola sídlila v nájmu v bývalé administrativní budově v majetku Dopravních podniků na adrese Voctářova 18, Praha 8 – Libeň (jižně od ulice Koželužské, budova dnes již neexistuje). Dle pamětníků to byly nízké dřevěné baráky, které byly později zbořeny. Na jejich místě v roce 2013 vystavěl Metrostav Development šestipodlažní administrativní komplex Palmovka Park II (s adresou Voctářova 2450/22, resp. Koželužská 2450/4). – První tři týdny v září 1994, než se škola usídlila zde poblíž Palmovky, probíhalo vyučování v učebnách Matematicko-fyzikální fakulty Univerzity Karlovy (Sokolovská 49/83, Praha 8 – Karlín); tehdy měla škola již 5 tříd.
C. Během školního roku 1996/1997, kdy výuka probíhala zčásti na dvou místech, se škola přemístila do budovy na adrese Holečkova 1366/31a, Praha 5 – Smíchov, odkud se roku 2005 odstěhovala do větších prostor i kvůli nevyhovujícímu technickému stavu původní budovy. Rekonstruovaná budova nad portálem Strahovského tunelu později dostala adresu Kobrova 1366/8 a sídlí v ní obvodní ředitelství městské policie Prahy 5.
D. Od září 2005 škola sídlila na adrese Pod Žvahovem 463/21b, Praha 5 – Hlubočepy, v západní polovině budovy bývalé Základní školy Pod Žvahovem, která zde existovala do srpna 2004, kdy byla sloučena se základní školou Barrandov na Chaplinově náměstí. V této budově v majetku městské části Praha 5 bylo gymnázium v nájmu společně s Tanečním centrem Praha – konzervatoří.
V roce 2007 obdrželo gymnázium výpověď z nájmu, který měl tak skončit roku 2009, ale MČ Praha 5 se s gymnáziem dohodla na prodloužení výpovědní doby o další školní rok, aby mu umožnila zajistit si jiné vhodné prostory, a nájem byl proto ukončen až k 31. srpnu 2010.
E. Od září 2010 škola sídlí na adrese Španielova 1111/19, Praha 6 – Řepy, v pavilonu B1 v jižní části školního areálu, který zde přiléhá k ulici Bendově. Zbytek areálu, který je v majetku městské části Praha 17, zaujímá Základní škola Jana Wericha. V prostorách, kde je dnes gymnázium, předtím dočasně sídlila Základní umělecká škola Blatiny po dobu rekonstrukce své budovy. V minulosti v těchto místech stávala osada Blatiny, která v 80. letech 20. století zanikla, ustoupivši nově budovanému sídlišti Řepy. V roce 2011 byly všechny fasády areálu zatepleny a nově získaly převažující žlutou barvu.
Od 8. října 2010 škola nese název Mensa gymnázium, o.p.s. Právní forma školy je obecně prospěšná společnost.

### Ředitelé školy
Prvním ředitelem školy byl v letech 1993 až 1998 Tomáš Houška, pozdější spoluautor scénáře filmu Gympl. Po něm následovali Dana Makovičková, pak krátce Ivana Juřičková a od roku 2002 Václav Řešátko. Současnou ředitelkou školy je od roku 2007 Magda Kindlová. Ředitele MG jmenuje Správní rada MG.

### Zajímavosti
Zakladatelka školy Kateřina Havlíčková obdržela v roce 2012 Medaili Ministerstva školství, mládeže a tělovýchovy II. stupně za „zásluhu o rozvoj vzdělávacích programů a komplexní péče o mimořádně nadané děti v ČR“ jako „zakladatelka a manažerka Gymnázia Mensa a Dětské mensy zaměřené na pomoc rodičům a školám vzdělávajícím nadané děti“.
V roce 2010 rovněž obdržela jako první Češka od Americké nadace Mensa Education & Research Foundation (MERF) Mezinárodní cenu za přínos pro společnost (The International Award for Benefit to Society), konkrétně „pro své systematické a neúprosné úsilí při podpoře a pomoci nadaným dětem“ v České republice.
Kateřina Havlíčková sama uvádí, že myšlenka na založení mensovního gymnázia se zrodila v její hlavě koncem prosince 1989.
V roce 2013 byl vydán sborník školy, věnovaný její historii i současné podobě. Brožura s názvem Škola jinak : Sborník ke 20. výročí založení Mensa gymnázia, o.p.s. obsahuje 18 kapitol. Úvodní příspěvky napsali předseda Mensy ČR Tomáš Blumenstein, starostka Městské části Praha 17 Jitka Synková, ředitelka partnerské školy pro mimořádně nadané děti v Bratislavě Jolana Laznibatová, první ředitel školy Tomáš Houška a současná ředitelka Magda Kindlová. Následují příspěvky jednotlivých pedagogů školy o specifikách práce s nadanými studenty v různých předmětech, mezi nimi též typologie nadaných z pohledu školní psycholožky, postřehy asistenta nadaných dětí s Aspergerovým syndromem či zajímavosti o geologickém podloží sídel školy. Vzpomínky bývalých studentů školy a odpovědi současných studentů, proč chodí rádi na Mensa gymnázium, jsou doplněny příspěvky několika rodičů. Sborník uzavírá kapitola o historii školy, ukončená citací z parodického článku o škole na Necyklopedii o pěti sídlech školy a šesti geometrických souvislostech mezi nimi navzájem a Štefánikovou hvězdárnou.
Sborník vyšel 10. října 2013, kdy škola své jubileum oslavila setkáním současných i bývalých studentů, rodičů, učitelů, členů Mensy a přátel školy. Kulturní program studentů i hostů doprovodila výstava o historii a současnosti školy a prezentace studentských prací. Výtěžek akce byl věnován na charitativní účely.
V roce 2021 se gymnázium společně se sousední Základní školou Jana Wericha zúčastnilo projektu Školní les do kapsy.

## Významní absolventi
- Rozálie Havelková – zpěvačka, herečka, tanečnice[23]
- Michal Illich – programátor, bývalý ředitel Jyxo.cz[24]
- Rozálie Kohoutová – režisérka dokumentárních filmů[25]
- Štěpán Krtička – herec a hudebník[26]
- Jakub Ondra – písničkář, busker[26]
- Adam Zábranský – pražský radní za Českou pirátskou stranu